# ВАЗ-21099
ВАЗ-21099 Самара — модифікація ВАЗ-2109 з кузовом седан. Випускалася з 1990 по 2011 рік. На Заході модель отримала назву Lada Forma. 

## Опис

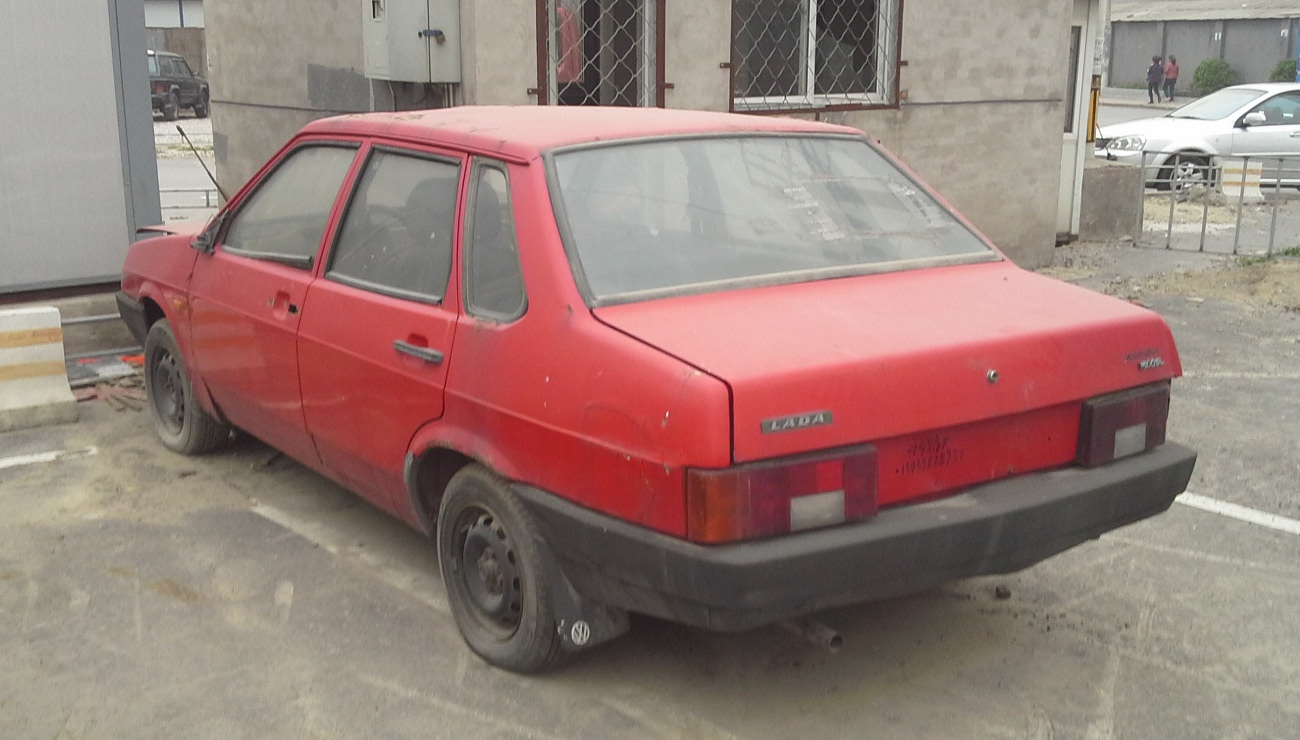
ВАЗ-21099

Від інших моделей сімейства «Самара» ВАЗ-21099 відрізняла передня частина кузова з «довгими» крилами (на відміну від «коротких», з пластикової маскою в передній частині) та капотом, нова решітка радіатора, нова панель приладів. Згодом ці нововведення були перенесені на все сімейство «Самара». 
Габаритна довжина ВАЗ-21099 проти інших автомобілів сімейства збільшилася на 200 мм шляхом збільшення заднього схилу. Це дозволило не тільки розмістити багажний відсік, відокремлений від салону, а й забезпечити захист задній частині автомобіля від бруду (забризкування скла задніх дверей було неприємною особливістю ВАЗ-2108 і ВАЗ-2109). 
До випуску автомобілів сімейства LADA 110, ця модель була найпрестижнішою і найпопулярнішою з автомобілів ВАЗ. 
З моменту початку виробництва в різні роки випускалися модифікації з карбюраторними й вприсковими двигунами робочим об'ємом 1,3 л. (ВАЗ-210993) і 1,5 л. (ВАЗ-21099).
До 2004 року випускалася в Росії. З 2004 по 2011 рік модель збиралась в Україні на заводі АвтоЗАЗ з російських запчастин та салоном від ВАЗ-2115.

### Дизайн
Як і всі радянські автомобільні дизайнери черпали натхнення із західного автопрому, "ВАЗ 2199" не став винятком і для його образу за основу було взято "Audi 80 B2", як часто зізнавалися самі радянські дизайнери, вони шукали нові ідеї в старих західних автожерналах.

## Двигуни
| Індекс       | Модель двигуна | Об'єм      | Система живлення | Клапани/ГРМ | Потужність при об/хв      | Крутний момент при об/хв | Роки випуску |
| ------------ | -------------- | ---------- | ---------------- | ----------- | ------------------------- | ------------------------ | ------------ |
| Бензинові Р4 |                |            |                  |             |                           |                          |              |
| 1.3 8V       | ВАЗ-2108       | 1289 см³   | карбюратор       | 8/SOHC      | 63,7 к.с. (48,1 кВт)/5600 | 95 Нм/3400               | 1990-1997    |
| 1.5 8V       | ВАЗ-21083      | 1499,8 см³ | карбюратор       | 8/SOHC      | 68 к.с. (50,3 кВт)/5600   | 100 Нм/3400              | 1990-2004    |
| 1.5i 8V      | ВАЗ-2111-80    | 1499,8 см³ | інжектор         | 8/SOHC      | 76 к.с. (55,9 кВт)/5600   | 118 Нм/2800              | 1994-2004    |
| 1.6i 8V      | ВАЗ-11183-20   | 1596 см³   | інжектор         | 8/SOHC      | 81 к.с. (59,5 кВт)/5600   | 120 Нм/2700              |              |
| 1.3          | ВАЗ-415        | 1308 см³   | карбюратор       | -           | 135 к.с. (103,6 кВт)/6000 | 176 Нм/4500              |              |

## Модифікації
- ВАЗ-21099-00 — Двигун карбюраторний робочим об'ємом 1,5 л з безконтактною системою запалення. Варіантне виконання «Стандарт»: карбюратор з ручним управлінням, бортова система контролю, панель приладів 083, оббивка дверей 093.
- ВАЗ-21099-02 — Технічні характеристики такі ж, як у ВАЗ-21099-00. Двигун карбюраторний робочим об'ємом 1,5 л з безконтактною системою запалення. Варіантне виконання «Норма»: карбюратор з ручним управлінням, бортова система контролю, протитуманні фари, панель приладів 083, оббивка дверей 093, підголівники задніх сидінь.
- ВАЗ-21099-04 — Технічні характеристики такі ж, як у ВАЗ-21099-00. Двигун карбюраторний робочим об'ємом 1,5 л з безконтактною системою запалення. Варіантне виконання «Люкс»: карбюратор з напівавтоматичним керуванням, бортова система контролю, електросклопідйомники, електроблокування, протитуманні фари, панель приладів 2115, оббивка дверей 2115, набивка сидінь з рослинного волокна, оксамитова оббивка сидінь, підголовники задніх сидінь.
- ВАЗ-21099-22 — Двигун з розподіленим уприскуванням робочим об'ємом 1,5 л з мікропроцесорною системою управління. Варіантне виконання «Стандарт»: бортова система контролю, панель приладів 083, оббивка дверей 093.
- ВАЗ-21099-23 — Технічні характеристики такі ж, як у ВАЗ-21099-22. Двигун з розподіленим уприскуванням робочим об'ємом 1,5 л з мікропроцесорною системою управління. Варіантне виконання «Норма»: карбюратор з ручним управлінням, бортова система контролю, протитуманні фари, панель приладів 083, оббивка дверей 093, підголівники задніх сидінь.
- ВАЗ-21099-24 — Технічні характеристики такі ж, як у ВАЗ-21099-22. Двигун з розподіленим уприскуванням робочим об'ємом 1,5 л з мікропроцесорною системою управління. Варіантне виконання «Люкс»: карбюратор з напівавтоматичним керуванням, бортова система контролю, електросклопідйомники, електроблокування, протитуманні фари, панель приладів 2115, оббивка дверей 2115, набивка сидінь з рослинного волокна, оксамитова оббивка сидінь, підголовники задніх сидінь.
- ВАЗ-21099-91 — Початок випуску — 1990 р. Оснащений двосекційним роторно-поршневим двигуном ВАЗ-415 (об'ємом 1308 см3, 4-тактний, бензиновий, карбюраторний; число секцій — 2, робочий об'єм камери 0,654 дм3, ступінь стиснення 9,4; номінальна потужність при частоті обертання валу 6000 об/хв — 99 кВт (135 к.с.); макс. крутний момент при частоті обертання вала 4500 об/хв 176 Нм (18,0 кгс.м); маса двигуна 135 кг), Максимальна швидкість 190 км/год.[1]